# Ал Бано
Албано Каризи (на италиански: Albano Carrisi; * 20 май 1943 в Челино Сан Марко, Бриндизи) е италиански певец и винопроизводител. Неговият творчески псевдоним е Ал Бано.
Става известен в дует със съпругата си Ромина Пауър. По данни на албанската медия Top-channel, получава албанско гражданство. Той е и носител на Златен орден „Скендербег“, даден му през 2013 г. По думите на Неритан Чека – албански посланик в Италия, за първи път такова отличие се връчва на човек на изкуството.

## Биография
Ал Бано е роден в селското семейство на Кармело и Йоаланда Каризи. Бащата на Ал Бано по време на Втората световна война е служил в Албания, и в памет на това дава на сина си името Албано („Албанец“), въпреки че такова име в италианския език не съществува. По-късно Албано разделя името си на Ал Бано, което и става негов сценичен псевдоним.
През 1967 г. Ал Бано постига първия си голям успех с песента Nel sole. На 26 юли 1970 г. се жени за Ромина Пауър, дъщеря на известния американски артист Тайрън Пауър. През 1976 г. те участват като дует под името Ал Бано и Ромина Пауър в конкурса Евровизия с песента We'll Live It All Again, както и през 1985 г. с Magic, Oh Magic. И в двата случая завършват на 7-о място. Пауър и Каризи имат четири деца. През 1999 г. двамата се развеждат, 5 години след като най-голямата им дъщеря, Иления Каризи, изчезва безследно в Ню Орлиънс.
В периода от 2001 до ноември 2005 г. певецът живее заедно с телевизионната водеща Лоредана Лечизо, от която има две деца.
През октомври 2013 г. в Москва, за първи път след много години, Ал Бано и Ромина Пауър изнасят три съвместни концерта с участието на звезди от италианската естрада в московския Crocus City Hall, посветени на 70-годишнината на Ал Бано.
От 2014 г. Ал Бано продължава съвместната си концертна дейност заедно с Ромина Пауър.

## Други дейности
Ал Бано започва процъфтяващо частно производство на пулийски вина, произвеждани в неговата винарна Carrisi, разположена в района на Боско, в неговия роден град. На 16 октомври 2001 г. Каризи е определен за Посланик на добра воля на Организацията по прехрана и земеделие (ФАО), агенция към ООН. Най-известни са две негови червени вина: Don Carmelo, наречено в памет на баща му, и Platone, наградено през септември 2009 г. като „Най-доброто вино в света“ сред тези, които се произвеждат от VIP-личности от цялата планета. Произвежда и Felicità, меко бяло вино.

## Дискография
- 2017 – Di rose e di spine
- 2011 – Duo voises in one soul (whit Giannis Ploutarxos}
- 2010 – The great Italian songbook
- 2009 – L'amore è sempre amore
- 2008 – Dai il meglio di te, с участието на Massimo Ferrarese
- 2007 – Cercami nel cuore della gente
- 2006 – Il mio Sanremo
- 2005 – Le radici del cielo
- 2004 – La mia Italia
- 2002 – Carrisi canta Caruso
- 2001 – Canto al sole
- 1999 – Volare
- 1999 – Grazie
- 1999 – Ancora in volo
- 1997 – Concerto classico
- 1997 – Verso il sole
- 1996 – Ancora zugabe (с Ромина Пауър)
- 1995 – Emozionale (с Ромина Пауър)
- 1993 – Notte e giorno (с Ромина Пауър)
- 1991 – Vincerai (с Ромина Пауър)
- 1990 – Natale (с Ромина Пауър)
- 1990 – Fotografia di un mom... (с Ромина Пауър)
- 1989 – Fragile (с Ромина Пауър)
- 1988 – Ieri e oggi (compilazion 1967 – 1974 с Ромина Пауър)
- 1987 – Libertà! (с Ромина Пауър)
- 1987 – Caro caro amore (compilazion 1967 – 1974)
- 1986 – Sempre sempre (с Ромина Пауър)
- 1984 – Effetto amore (с Ромина Пауър)
- 1982 – Che angelo sei (с Ромина Пауър)
- 1982 – Felicità (с Ромина Пауър)
- 1981 – Sharazan (с Ромина Пауър)
- 1979 – Aria pura (с Ромина Пауър)
- 1978 – 1978 (с Ромина Пауър)
- 1975 – Dialogo (Atto 1) (с Ромина Пауър)
- 1974 – Antologia
- 1972 – 1972
- 1970 – A cavallo di due stili
- 1969 – Pensando a te
- 1968 – Il ragazzo che sorride
- 1967 – Nel sole